# Ctenoplusia ichinosei
Ctenoplusia ichinosei là một loài bướm đêm trong họ Noctuidae.